# رؤیا بهشتی زواره
رؤیا بهشتی زواره (زاده ۱۳۵۶ اصفهان) ریاضیدان ایرانی مقیم آمریکا است. رؤیا، در المپیاد ریاضی سال ۱۹۹۴ هنگ کنگ درحالی‌که فقط ۱۷ سال داشت توانست مدال نقره را به‌دست بیاورد؛ و سال بعد در المپیاد کامپیوتر مدال برنز را کسب کرد.
وی ورودی سال ۱۳۷۴ رشته ریاضی دانشگاه صنعتی شریف تهران است. رؤیا بهشتی در زمینه ریاضیات و هندسه جبری فعالیت دارد و در حال حاضر دانشیار دانشگاه واشینگتن است.

## زندگی
وی در دبیرستان فرزانگان تهران تحصیل کرده و در سال ۷۴ همراه با مریم میرزاخانی و مازیار رامین‌راد، رضا صادقی، علی نورمحمدی، امید نقشین  به المپیاد اعزام شدند. وی توانست مدال نقره را در آن سال به‌دست بیاورد؛ و در سال ۱۹۹۵ در المپیاد کامپیوتر مدال برنز گرفت.

## تحصیلات
- ۱۹۹۹: فارغ‌التحصیل دانشگاه صنعتی شریف (۲۲ سالگی)
- ۲۰۰۳: دریافت دکترا از دانشگاه MIT آمریکا. (۲۶ سالگی)
- ۲۰۰۳: پژوهشگر ارشد ریاضی، مؤسسه ریاضیات ماکس پلانک، آلمان (۲۶ سالگی)
- ۲۰۰۴: فوق دکترا، عضو ارشد پژوهشی دانشگاه کویین، کینگستون کانادا (۲۷ سالگی)
- ۲۰۰۶: فوق دکترای ریاضی عضو ارشد پژوهشی دانشگاه کالیفرنیا، برکلی آمریکا (۲۹ سالگی)
- ۲۰۰۶: استادیار ریاضی دانشگاه واشینگتن در سنت لوئیس آمریکا (۲۹ سالگی)
- ۲۰۰۹: دانشیار ریاضی دانشگاه واشینگتن در سنت لوئیس آمریکا (۳۲ سالگی)